# Michelangelo Tamburini

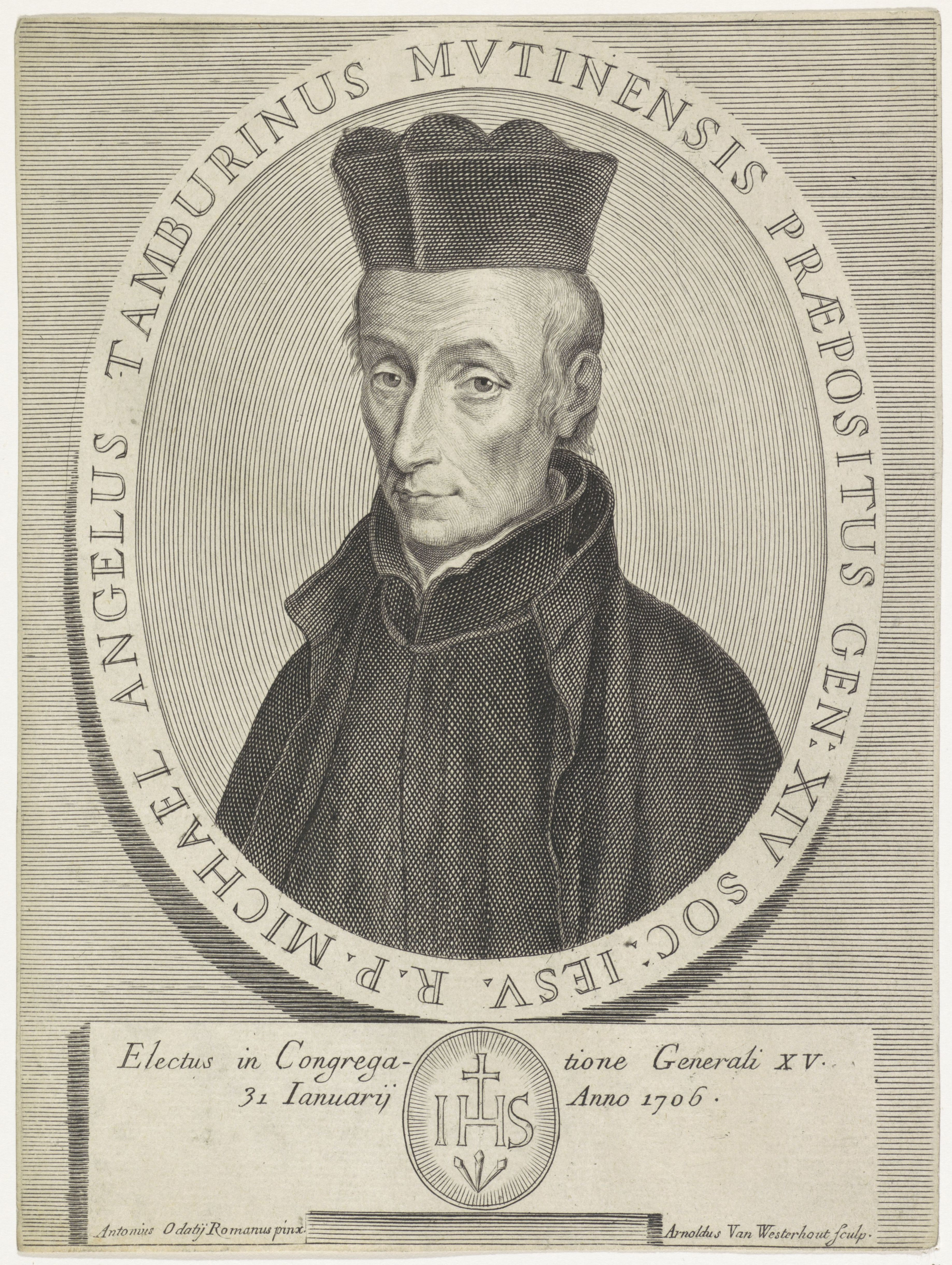
Michelangelo Tamburini. Grabado de Arnold van Westerhout para los Ritratti de' prepositi generali della Compagnia di Gesù delineati, ed incisi da Arnaldo Van Westherhout, Roma, 1748. Biblioteca Nacional de España.

Michelangelo Tamburini (27 de septiembre de 1648-28 de febrero de 1730) fue general de la Compañía de Jesús.
Fue sucesivamente profesor de filosofía y teología, rector de colegios, provincial veneciano, secretario general, vicario general y superior general desde el 31 de enero de 1706 hasta su muerte.
En esta época se produjo la disputa de los ritos, que concluyó con la derrota de la orden y con la crisis de las misiones asiáticas. Sufrieron los edictos del enemigo de los jesuitas, el arzobispo de París, Louis-Antoine de Noailles. Por otro lado, gracias a un acuerdo con Pedro el Grande Tamburini amplió las actividades en Rusia.
Eficaz fue también la lucha contra el jansenismo, donde obtuvo el pleno apoyo del papa y de Luis XIV. Contribuyó, además, a muchos de los éxitos de la Compañía de Jesús, tales como las reducciones en Paraguay.